# Bibliothèque Langelier
La bibliothèque Langelier est une bibliothèque dans le quartier Mercier-Ouest de l'arrondissement Mercier-Hochelaga-Maisonneuve faisant partie du réseau des Bibliothèques de Montréal. 

## Description
La bibliothèque Langelier offre une variété d'activités, spectacles, ateliers et conférences dans une salle polyvalente (située à l’étage) et compte deux sections consacrées à la clientèle adulte (au rez-de-chaussée) et jeunesse (au 2e étage), respectivement. 
Les installations sont accessibles par fauteuil roulant. Un ascenseur ainsi que des escaliers permettent d'accéder aux autres sections de la bibliothèque.
Outre la collection de livres francophones, les usagers peuvent emprunter des documents visuels en format DVD, des livres sonores et des disques musicaux. De plus, quatre ordinateurs et une photocopieuse sont à la disposition des usagers. La section jeunesse de la bibliothèque offre une panoplie de jeux éducatifs pour les enfants et adolescents.
Lors de la saison estivale,  un jardin situé  à l’arrière de la bibliothèque, est ouvert pour la lecture.

## Activités spécifiques

### Ateliers
Des cours  d’ initiation à l’ informatique, un café rencontre littéraire et des ateliers d’écriture sont offerts pour les clientèles jeunesse et adulte. Un club de discussion littéraire se réunit pour échanger.

### Foire du livre
Chaque printemps, lors d’un week-end,  une vente de livres usagés est organisée sur le trottoir devant la bibliothèque. Cet événement communautaire sert au financement de l’achat de nouveaux livres  pour la bibliothèque.

### Événements pour les enfants et pour les adolescents
Durant l’été 2024 , à chaque week-end  Des thèmes  et des ateliers  Seront présentés  à la bibliothèque  Tel que  la découverte  Des insectes ,  l’histoire de Montréal ,  L’astronomie et les planètes 

## Personnalité
Louise Tondreau-Levert, auteure-jeunesse, a été aide-bibliothécaire dans cet établissement. Trois de ses livres figurent au palmarès des 100 livres jeunesse incontournables de la Revue des Libraires.